# Mancha de Cuenca

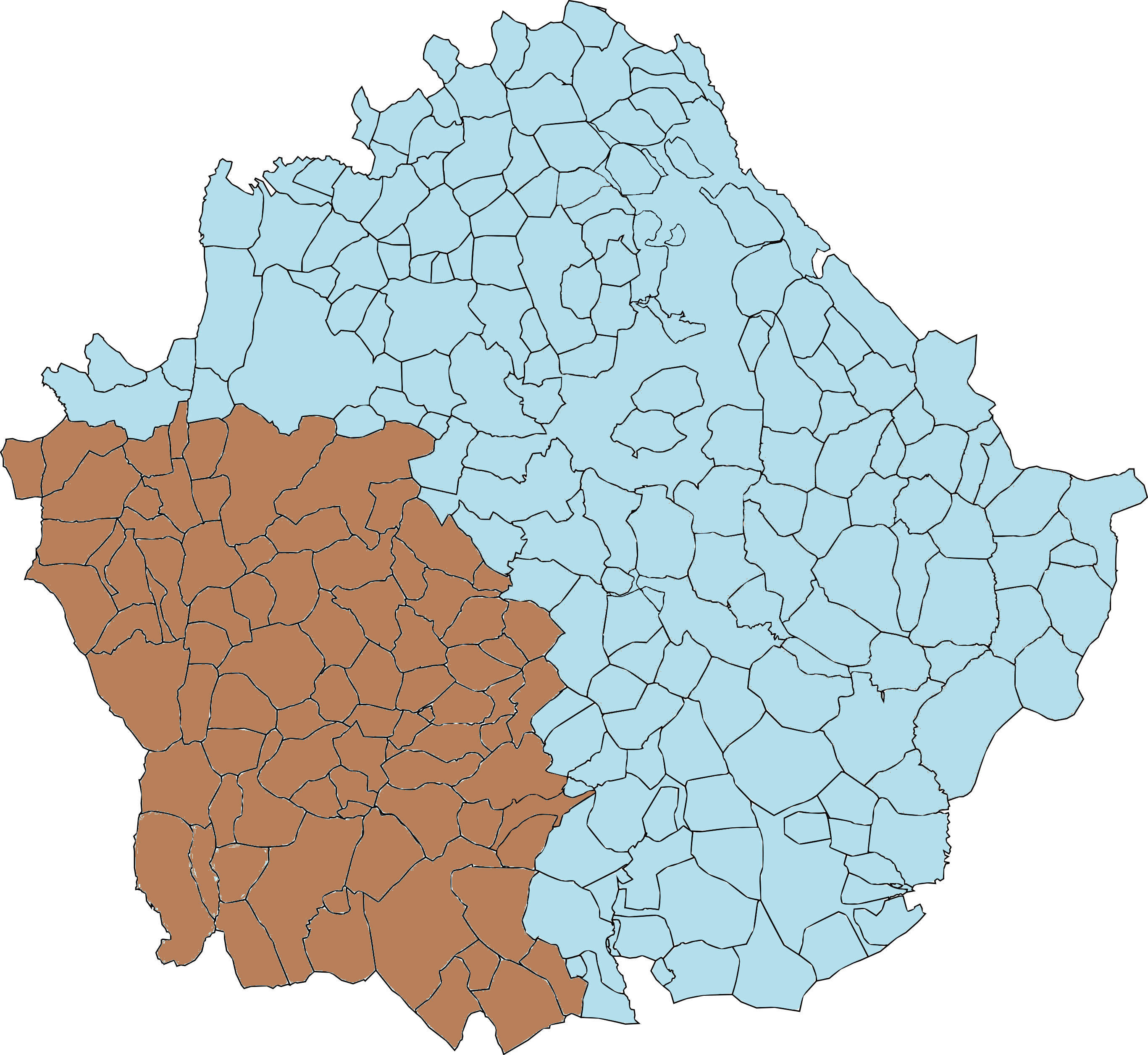
Situació de la Manxa de Conca dins la província

La Mancha de Cuenca és una comarca provincial, com a subcomarca pertanyent a la Mancha Alta, al costat de les altres comarques provincials, com les de Campo de Criptana (Ciudad Real), Mancha Alta Albacetenya, i Mancha de Toledo (Toledo).
Totes aquestes tenen en comú, el tret manxec més característic, des del punt de vista geomorfológic i cultural, com és la seva extensa plana; si bé, a la Mancha Alta conquense, les ondulacions són més pronunciades, en estar travessats pels trams juvenils d'importants rius de la conca del Guadiana (Záncara, Cigüela, Riansares, etc..), i d'un petit sector de la ribera del Tajo (marge esquerre). Pel que, encara que la Mancha de Cuenca no és geomorfològicament un altiplà perfecte, sí que és característic aquest tret en una bona part d'ella (zona meridional).

## Marc geogràfic i demogràfic
Amb una finalitat purament administrativa i socioeconòmica (fons europeus), en l'actualitat, s'han agrupat els municipis d'aquesta comarca provincial, en dues mancomunitats, basant-se en les antigues divisions dels partits judicials definits per a la província de Cuenca (Institut Geogràfic i Cadastral de 1906), que encara que els seus límits no són els mateixos, serveixen per a definir dos blocs o àmbits socioeconòmics, encara que, tant culturalment com històricament, ambdues mancomunitats mantenen les mateixes característiques comunes. Es defineixen les mancomunitats de l'antic partit judicial de Tarancón (denominada "Mancha alta" conquense), i la de San Clemente (la "Mancha baixa" conquense). Aquesta última, comprèn a més els municipis de l'antic partit judicial de Belmonte, avui integrat en el de San Clemente.

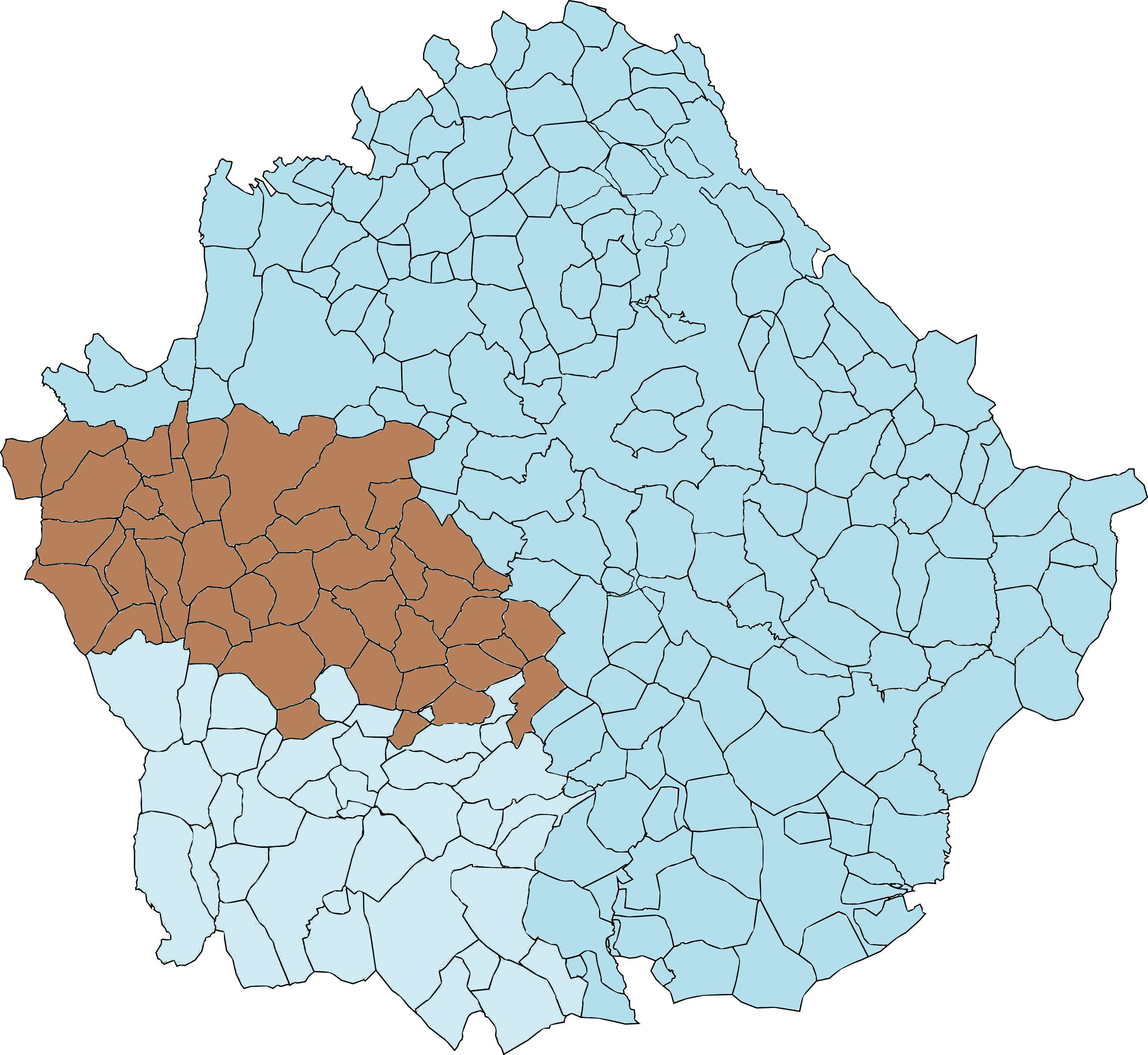
La Manxa Alta de Conca

Mancomunitat de Tarancón Comprèn els municipis: 
- Tarancón (106,84 km²)
- Zarza de Tajo (45,93 km²)
- Belinchón (79,73 km²)
- Huelves (39,44 km²)
- Paredes de Melo (19,36 km²)
- Alcázar del Rey (46,5 km²)
- Uclés (64,61 km²)
- La Manxa Baixa de ConcaTribaldos (21,33 km²)
- Villarrubio (28,26 km²)
- Almendros (63,11 km²)
- Torrubia del Campo (53,36 km²)
- El Acebrón (22,11 km²)

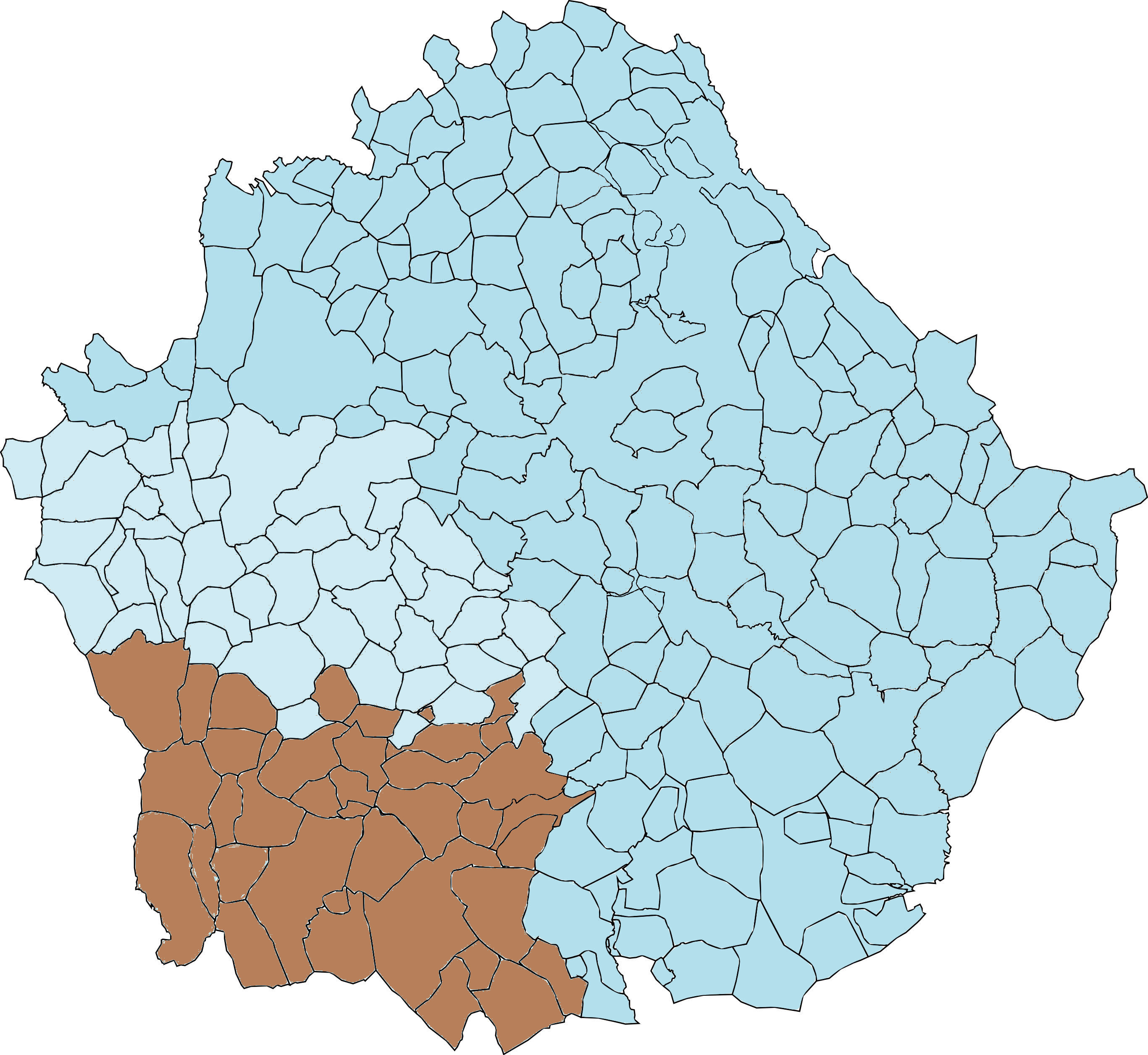
La Manxa Baixa de Conca

- Fuente de Pedro Naharro (63,72 km²)
- Horcajo de Santiago (96,03 km²)
- Pozorrubio de Santiago (44,7 km²)
- Puebla de Almenara (37,67 km²)
- Almonacid del Marquesado (47,15 km²)
- Saelices (80,62 km²)
- Rozalén del Monte (30,63 km²)
- Campos del Paraíso (216,89 km²)
- Palomares del Campo (60,98 km²)
- Montalbo (73,96 km²)
- El Hito (41,22 km²)
- Villarejo de Fuentes (128,36 km²)
- Villar de Cañas (70,36 km²)
- Zafra de Záncara (78,72 km²)
- Montalbanejo (59,33 km²)
- Fuentelespino de Haro (33,44 km²)

Mancomunidad de San Clemente Comprèn els municipis: 
- Belmonte (92,93 km²)
- Monreal del Llano (39,02 km²)
- Osa de la Vega (53,34 km²)
- Tresjuncos (70,29 km²)
- Hontanaya (53,63 km²)
- Villamayor de Santiago (181,17 km²)
- Los Hinojosos (113,95 km²)
- Mota del Cuervo (176,18 km²)
- Santa María de los Llanos (42,56 km²)
- El Pedernoso (56,41 km²)
- Las Mesas (87,21 km²)
- Las Pedroñeras (224,67 km²)
- El Provencio (101,15 km²)
- La Alberca de Záncara (100,86 km²)
- Carrascosa de Haro (29,05 km²)
- Rada de Haro (32,1 km²)
- Villaescusa de Haro (93,2 km²)
- Alconchel de la Estrella (42,94 km²)
- Villalgordo del Marquesado (30,3 km²)
- Villar de la Encina (49,19 km²)
- Pinarejo (61,82 km²)
- Castillo de Garcimuñoz (82,21 km²)
- Torrubia del Castillo (17,47 km²)
- Honrubia (110,34 km²)
- Santa María del Campo Rus (93,63 km²)
- El Cañavate (36,1 km²)
- Cañada Juncosa (42,72 km²)
- Atalaya del Cañavate (46,36 km²)
- Vara de Rey (127,88 km²)
- San Clemente (277,51 km²)
- Casas de los Pinos (68,21 km²)
- Casas de Fernando Alonso (30,28 km²)
- Casas de Haro (110,88 km²)

Altres municipis considerats com de la Mancha són Altarejos, Belmontejo i Mota de Altarejos. La Mancha de Cuenca comprèn un total de 4.530 km², repartits en 1.754 km² per a la Mancomunitat de Tarancón i 2.776 km² per a la Mancomunitat de San Clemente. Els seus límits són: Pel nord, la comarca de la Alcarria; per l'oest, la Mesa de Ocaña; al sud, la Mancha-Centro (Mancha Alta de Albacete); i a l'Est, les comarques de Serranía de Cuenca i La Manchuela.
Segons l'INE (2006), la població és de, 73.059 hab. (M.Tarancón: 45.108 hab; M. S. San Clemente: 27.951 hab.); el que suposa una densitat mitjana de 16,1 hab/km². La capital oficiosa cultural actual per a La Mancha de Conca pot acceptar-se Tarancón, encara que San Clemente és la capital històrica (ja que Tarancón pertanyia en el seu temps a Toledo).

## Historiografia
La Mancha de Cuenca, a igual que bona part de la resta del territori de la Mancha Alta, procedeix dels antics dominis de la jurisdicció de l'Orde de Santiago, la seu de la qual del priorat es fixava en el monestir d'Uclés. D'aquests dominis queda algun exemple en alguns dels topònims (Villamayor de Santiago). Aquesta comarca comprenia igualment, un marquesat i un comtat: El marquesat de Villena, dels Pacheco, amb seu principal en el robust palau-fortalesa de Belmonte; era una de les majors extensions d'Espanya, des de Belmonte fins a pràcticament Alacant (Villena), i pel sud, competint amb els territoris septentrionals del Senyoriu d'Alcaraz, entre les quals passaven de mà alguns dels seus llogarets i viles (p. ex.- Villarrobledo), en temps del marquès de Villena, Juan Pacheco.
D'altra banda, pot observar-se avui alguns topònims que fan al·lusió directa al marquesat. Respecte al comtat, aquest era propietat dels senyors comtes López d'Haro, per concessió de privilegi del rei Alfons VIII de Castella al segon dels comtes, Diego López II d'Haro, Senyor de Biscaia, i Alferes Major de Castella, pels seus magnífics serveis en la conquesta de Conca, en 1177. Del comtat encara es conserva bastants topònims en la zona, pudiendose reconèixer perfectament en ells, encara avui, els límits de l'antiga jurisdicció comtal.